# Johann Heinrich von Mädler
Johann Heinrich von Mädler (Berlino, 29 maggio 1794 – Hannover, 14 marzo 1874) è stato un astronomo tedesco.
All’età di 19 anni, essendo morti genitori, fu costretto a mantenere le sue tre sorelle minori dando lezioni private. A motivo di questo suo lavoro conobbe nel 1824 il facoltoso banchiere ed appassionato di astronomia Wilhelm Beer  che nel 1829, avendo deciso di realizzare un osservatorio astronomico privato a Berlino, lo assunse per lavorare presso lo stesso osservatorio. Nel 1830, insieme a Beer incominciò a redigere una mappa del pianeta Marte decidendo di scegliere come primo meridiano di Marte quello che oggi viene chiamato Sinus Meridiani. Calcolò il periodo di rotazione di Marte dapprima con un errore di 11 secondi e successivamente nel 1837 con un errore di 1,1 secondi. Sempre insieme a Beer produsse una mappa della Luna - Mappa Selenographica – pubblicata in quattro volumi tra il 1834 e il 1836 ed una descrizione della Luna  - Der Mond – considerate entrambe come le migliori fino a quando non fu pubblicata la mappa di Johann Friedrich Julius Schmidt negli anni 70 del XIX secolo.  Nel 1836 fu chiamato da Johann Franz Encke come osservatore presso l’Osservatorio di Berlino. Nel 1840 divenne direttore dell'Osservatorio di Tartu in Estonia allora facente parte dell’Impero Russo succedendo nell’incarico a Friedrich Georg Wilhelm von Struve e dove rimase fino al suo ritiro nel 1865. Tornato in Germania lavorò al completamento del testo Geschichte der Himmelskunde von der ältesten bis auf die neueste Zeit pubblicato in due volumi nel 1873.
A Johann Heinrich Mädler la UAI ha intitolato il cratere lunare Mädler, il cratere marziano Mädler e l'asteroide 65859 Mädler.